# Jefim Moissejewitsch Fomin

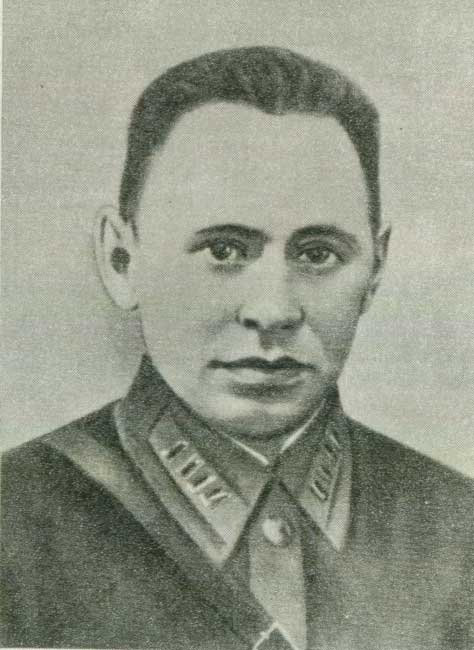
Jefim Moissejewitsch Fomin

Jefim Moissejewitsch Fomin (russisch Ефим Моисеевич Фомин; * 15. Januar 1909 in Kolyschki, bei Witebsk; † 26. Juni 1941 in Brest (Belarus)) war der Regimentskommissar und der Stellvertretende Kommandeur des 84. Schützenregiments der 6. Schützen-Division. Ende Juni 1941 gehörte er zu den Verteidigern der Brester Festung.

## Leben
Fomin stammte aus einer armen jüdischen Familie. Seine Eltern starben früh und er wurde von seinen Verwandten erzogen. 1924 trat er dem Komsomol bei, 1930 der KPdSU(B). Die Partei schickte ihn in die Armee, wo er als Politoffizier tätig wurde.
Im August 1938 wurde er Divisionskommissar der 23. Schützen-Division. 1940 war er in Daugavpils zusammen mit der Division. Infolge einer Anschuldigung wurde er im März 1941 degradiert und als Regimentskommissar des 84. Schützenregiments der 6. Schützendivision nach Brest geschickt.
Am Morgen des 22. Juni 1941 befand er sich in der Brester Festung. Nach dem deutschen Angriff übernahm er die Führung über die Verteidiger, die sich in der Ringkaserne am Cholmer-Tor der Brester Festung eingefunden hatten. Nach harten tagelangen Kämpfen eroberten die deutschen Truppen die Zitadelle. Jefim Fomin wurde am 26. Juni 1941 gefangen genommen, als Kommissar und Jude identifiziert und aufgrund des Kommissarbefehls erschossen.

## Posthume Ehrung
- 3. Januar 1957: Jefim M. Fomin wurde mit dem Leninorden für seine Rolle beim Kampf um die Brester Festung (1941) posthum ausgezeichnet.
- 8. Mai 1991: Entsprechend dem Antrag von Veteranen der 23. Schützendivision wurde das Verfahren gegen Fomin vom Anfang 1941 überprüft, die Degradierung zurückgenommen und der Dienstgrad Divisionskommissar wieder zuerkannt[2].